# Карл Густав Якоб Якобі
Карл Густав Якоб Якобі (нім. Carl Gustav Jacob Jacobi; 10 грудня 1804 — 18 лютого 1851) — німецький математик, який зробив значний внесок до комплексного аналізу, лінійної алгебри, динаміки і інших розділів математики і механіки.

## Біографія
Народився 10 грудня 1804 в Потсдамі. Освіту здобув у Берлінському університеті. З 1826 по 1844 — професор математики у Кенігсберзькому університеті, потім професор Берлінського університету.
Свою першу роботу — «Нові основи теорії еліптичних функцій» (Fundamenta nova theoriae functionum ellipticarum) — Якобі опублікував у 1829. Теорію еліптичних функцій Якобі будував на основі чотирьох так званих тета-функцій, що визначаються нескінченними рядами. Розв'язуючи задачу про обернення гіпереліптичних інтегралів, знайшов, що таке обернення можливе, якщо використовувати функції більш ніж одної змінної. Так народилася теорія абелевих функцій від p змінних, яка стала важливою областю математики 19 століття. Відома робота Якобі про функціональні визначники «Про побудову та властивості визначників» (De formatione et proprietatibas determinantium, 1841). Ім'я вченого носить відомий функціональний визначник — якобіан. Низка робіт Якобі присвячена теорії диференціальних рівнянь в часткових похідних та їхнє застосування до розв'язання деяких задач динаміки. Однією з таких робіт є «Лекції з динаміки» (Vorlesungen über Dynamik), опубліковані в 1866 по записах 1842—1843. Цікаву главу в них становить визначення геодезичних ліній на еліпсоїді — завдання призводить до знаходження співвідношення між двома абелевими інтегралами.
У виданих посмертно «Лекціях з динаміки» і в спеціальних мемуарах Якобі дав удосконалення методу Гамільтона інтегрування диференціальних рівнянь динаміки, тому даний метод називається тепер методом Гамільтона — Якобі. Тут розглянутий виключно широкий круг проблем теоретичної механіки, небесної механіки і геометрії, зокрема геодезичні лінії на еліпсоїді, обертання твердого тіла, обертання симетричного гіроскопа, рух у присутності двох нерухомих центрів тяжіння і ін.
Ім'я Якобі носить клас ортогональних многочленів, що узагальнюють многочлени Лежандра.
Загальноприйняте позначення часткової похідної круглим «∂», що зрідка застосовувалося Лежандром, ввів в загальний вжиток Якобі.
Помер Якобі в Берліні 18 лютого 1851.
На честь математика названо астероїд 12040 Якобі.

## Праці
Повне зібрання всіх творів Якобі у восьми томах видане в 1881—1891 роках Берлінською академією наук під заголовком «С. G. J. Jacobi's gesammelte Werke».